# Iglesia de Nuestra Señora de la Muela (Monteagudo de las Vicarías)
La Iglesia de Nuestra Señora de la Muela (siglo XV-XVI) está situada en Monteagudo de las Vicarías, junto al templo castillo del siglo XV.

## Características

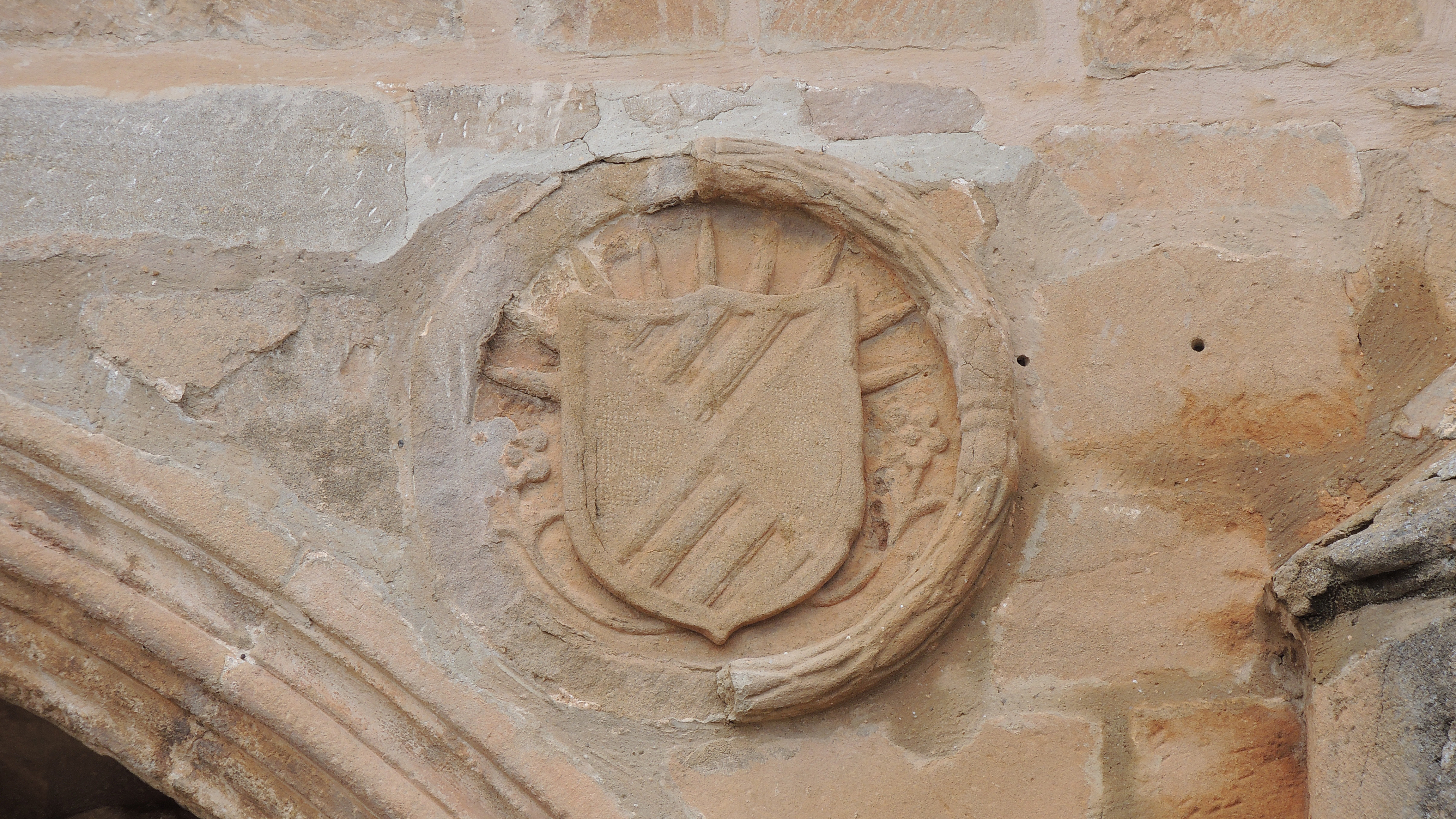
Escudo de los Mendoza

Consta de nave única de tres tramos rectangulares, capilla mayor con pequeño ábside rectangular, tribuna a los pies sobre arco volado escarzano y capillas laterales. Cubierto todo con bóvedas de crucería de trazados diferentes. El retablo mayor de estilo romanista y realizado a finales del siglo XVI fue realizado por el escultor soriano Gabriel de Pinedo.
Portada hispanoflamenca, en arco escarzano baquetonado, columnas adosadas de balaustre y motivos renacentistas.
Escudo de los Mendoza, patrocinadores de la obra.